# Бона (Крез)
Бона (фр. Bonnat) насеље је и општина у централној Француској у региону Лимузен, у департману Крез која припада префектури Гере.
По подацима из 2011. године у општини је живело 1295 становника, а густина насељености је износила 28,28 становника/km². Општина се простире на површини од 45,79 km². Налази се на средњој надморској висини од 354 метара (максималној 515 m, а минималној 248 m).

## Демографија
| 1962. | 1968. | 1975. | 1982. | 1990. | 1999. | 2011. |
| ----- | ----- | ----- | ----- | ----- | ----- | ----- |
| 1.490 | 1.535 | 1.340 | 1.348 | 1.387 | 1.348 | 1.295 |

График промене броја становника у току последњих година